# Midvale (Washington)
Pour les articles homonymes, voir Midvale.
Midvale est une communauté non incorporée du comté de Yakima de l'État de Washington aux États-Unis. Elle est située immédiatement au sud de Sunnyside.

## Toponymie
La communauté fut nommée « Midvale » par l'Union Pacific à cause de son emplacement à mi-chemin entre Mabton et Sunnyside.

## Annexe